# جامعة ساراتوف الحكومية
جامعة ساراتوف الحكومية بأسم جرنيشيفسكوفا، (بالروسية: Саратовский государственный университет имени Н. Г. Чернышевского) مؤسسة تعليم عالي روسية تقع في مدينة ساراتوف تأسست عام 1909

## تأريخ الجامعة
تأسست الجامعة في مدينة ساراتوف بتأريخ 10 يونيو 1909 , وتم افتتاح الجامعة بأسم جامعة نيكولايفسكي وتم تسيمة الجامعة بهذا الاسم بعد موافقة الإمبراطور نيكولاي الثاني
وكان فاسيلي أيفانوفيتش أول رئيس لجامعة نيكولايفسكي، وفي عام 1923 تم تغيير اسم الجامعة إلى (جامعة ساراتوف الحكومية بأسم جورنيفشسكوفا)